# PC Calcio 4.0
PC Calcio 4.0, noto anche come PC Calcio 4, è un videogioco manageriale per PC, ovvero un gioco in cui il giocatore è chiamato alla direzione di una squadra di calcio, di cui prende in mano le sorti sia tecnico-calcistiche sia economico-dirigenziali. PC Calcio 4.0 era la quarta edizione della serie PC Calcio, prodotto dalla casa spagnola Dinamic Multimedia e distribuito in edicola da Planeta DeAgostini e fu pubblicato durante la stagione 1995-96.
Il videogame usciva in due versioni: su floppy-disk (fu l'ultima versione della serie ad essere distribuita in dischetti) e CD-ROM. Si rivelò, come il suo omologo spagnolo PC Fútbol 4.0, un grande successo di pubblico, arrivando a essere distribuito in altre nazioni, oltre alla Spagna e all'Italia, come l'Inghilterra e l'Argentina.

## Storia
PC Calcio 4.0 venne distribuito nel novembre del 1995 e rappresentò una svolta per l'omonima serie, ponendo le basi per la futura realizzazione di PC Calcio 5.0 e PC Calcio 6.0 (considerati, fino all'avvento della settima versione, i migliori risultati ottenuti in questo campo dalla Dinamic Multimedia) e si rivelò un prodotto molto più efficace e competitivo del predecessore.
La versione 4.0 era simile alla precedente da un punto di vista estetico-visivo (simulatore e menu sono simili a quelle del PC Calcio 3.0), ma introduceva miglioramenti significativi che sarebbero stati perfezionati nelle versioni successive.

## Modalità di gioco
Nella schermata iniziale sono presenti otto attività possibili, tre di consultazione e cinque di gioco vero e proprio.
Della prima categoria fanno parte le modalità "Storia" (resoconto dei campionati passati e delle finali delle principali competizioni europee), "Archivio" (informazioni tecnico-biografiche e curiosità sui giocatori di tutte le squadre della Serie A) e "Seguire il campionato" (lettura dei risultati del campionato registrati sino al momento dell'uscita del gioco, con possibilità di inserire manualmente i punteggi delle giornate successive).
Le altre cinque sono invece "Partita amichevole", "Gioco del Campionato" (modalità arcade dove il giocatore potrà solo disputare i match, senza poter personalizzare nulla, nemmeno la formazione titolare), "Campionato allenatore" (in cui il giocatore potrà modificare tutto il settore tecnico-tattico), "Campionato Manager" (dove il giocatore avrà il controllo pure del mercato e della parte finanziaria di un team) e "Campionato Manager-Pro" (uguale alla precedente, con la differenza però che non sarà il giocatore a scegliere la squadra con cui iniziare la propria carriera, ma dovrà aspettare di ricevere le offerte dai vari club).

## Migliorie rispetto a PC Calcio 3.0
- Possibilità di selezionare anche le squadre della Serie B 1995-96.
- Si possono disputare i tornei europei (Champions League, Coppa delle Coppe, Coppa UEFA) e la Coppa Italia. A questo proposito sono state inserite anche numerose squadre europee e alcune di Serie C (non giocabili, ma affrontabili solo da avversarie).
- Migliorati il gameplay e la grafica durante lo sviluppo delle partite.
- Aggiunta la modalità Manager-Pro, che ha rappresentato senza dubbio la grande novità di questa versione: in essa si parte da una piccola squadra di serie B e, ottenendo gli obiettivi tecnici che la dirigenza chiede all'inizio della stagione, il manager potrebbe ricevere offerte da parte di club più prestigiosi. Inoltre questa modalità è caratterizzata da alcuni aspetti dedicati:
  - I giocatori presentano altri tre parametri (energia, morale e stato di forma) che variano in funzione di come e quanto vengono impiegati e che contribuiscono a determinare i punteggi complessivi
  - Ogni giocatore ha un ruolo ben preciso in riferimento alla posizione in campo; se impiegato fuori ruolo ne risente il rendimento
  - Nel calciomercato è ora possibile fare offerte per giocatori di qualunque altra squadra di Serie A o Serie B, anche se non sono stati dichiarati cedibili
  - È possibile eseguire lavori di ristrutturazione per ampliare la capienza dello stadio